# Joan Sol i Ortega
Joan Sol i Ortega (Reus, 2 de desembre 1849 - Barcelona, 21 d'agost 1913) fou un advocat i polític català.

## Biografia
El seu pare, Josep Sol Clariana, va ser també un conegut advocat de Reus, i el seu avi, Tomàs Sol Carbonell, un metge molt respectat que havia estat regidor a la ciutat el 1810. Va estudiar a Reus i Barcelona on va obtenir el títol d'advocat. Exercí d'advocat a Reus i també de secretari de l'Ajuntament, càrrec que ocupava després de la Revolució de Setembre de 1868. Més endavant, es va establir a la capital catalana (1874).
El 1876 fou designat president de l'Acadèmia de Jurisprudència i Legislació i el 1878 president de l'Ateneu Barcelonès. Es va afiliar al Partit Republicà Progressista i va ser regidor de Barcelona del 1885 al 1889 amb Rius i Taulet. El 1893 fou elegit diputat i va destacar per la seva oratòria al Congrés dels Diputats.
El 1895, a la mort de Manuel Ruiz Zorrilla, es va separar del Partit Republicà Progressista i va fundar el Partit Republicà Nacional, més a la dreta, que no va obtenir suport. El 1896 va tornar a ser regidor de Barcelona, i a les eleccions generals espanyoles de 1898 i 1899 fou elegit diputat. Des de les Corts exigí responsabilitats per la guerra colonial i defensà el Tancament de Caixes. Fou derrotat el 1901 quan la Lliga Regionalista s'emportà el seu escó, derrota que es va repetir el 1903. Hostil a la Solidaritat Catalana, va obtenir el suport d'Alejandro Lerroux i va ser elegit a les eleccions de 1907 i 1910 i va ser nomenat senador per Guadalajara pel comte de Romanones el 1908. El 28 de març de 1909 va convocar una gran manifestació a Madrid contra el projecte de Llei d'Antoni Maura sobre administració local. El 1912 va defensar als processats pels fets de Cullera
Va morir a Barcelona el 1913. La ciutat de Reus el va declarar fill il·lustre i li va dedicar un carrer